# Плащаниця Олександра Невського
«Плащани́ця Олекса́ндра Не́вського» («Плащаница Александра Невского») — радянський художній фільм 1991 року, знятий режисером Едгаром Ходжикяном на студії «Пєрєсвєт».

## Сюжет
Ця крадіжка стала для нього фатальною. Після крадіжки з монастиря безцінної реліквії, плащаниці Олександра Невського, авторитетному злодієві-рецидивісту Василеві на прізвисько Пєгий (Борис Щербаков) уві сні з минулого приходить сам Великий князь. Від гріха подалі він вирішує повернути раритет до монастиря, не підозрюючи, що у злочинному світі йому вже підписали смертний вирок.

## У ролях
- Борис Щербаков — Василь Васильович, злодій / Копилов
- Василь Міщенко — Аркадій Євгенович («Воробєй»)
- Ірина Розанова — Маша, наречена Василя
- Юрій Шликов — Геннадій Анатолійович, майор, слідчий
- Валерій Гатаєв — Сергій, слідчий
- Ігор Васильєв — Семен Петрович Бурдюков, злочинець на прізвисько «Шаман»
- Сергій Зуєв — Віктор, син Кожина
- Юрій Яковлєв — професор Микола Уваров, потерпілий
- Борис Іванов — Кирило Борисович, скупник краденого антикваріату
- Людмила Нільська — Ліда, дружина професора Уварова
- Галина Польських — Ольга Андріївна, потерпіла
- Єлизавета Солодова — Ольга Костянтинівна Баришева, доктор наук
- Аристарх Ліванов — Юрій Якович, кримінальний авторитет
- Анатолій Ромашин — священник
- Михайло Жарковський — Харріс
- Паул Буткевич — Майк Уайєт, бізнесмен
- Станіслав Костецький — Ніколс, ділок, партнер Харріса
- Георгій Мартіросьян — комісар інтерполу
- Сергій Мартинов — майор держбезпеки Рогов
- Капітоліна Іллєнко — господиня хати
- Юрій Кузьменков — Степан Гаврилович, міліціонер
- Роза Макагонова — Ксенія Іванівна, сусідка Воробйова
- Віта Гребнєва — Даша, дочка Маши
- Володимир Кузнецов — міліціонер
- Людмила Карауш — провідниця
- Ігор Каменєв — художник
- Григорій Маліков — дільничний міліціонер
- Зоя Зелінська — співробітниця ЖЕКу
- Микола Парфьонов — Аркадій Євгенович
- Федір Смирнов — епізод
- А. Іванов — епізод
- Юрій Комаров — епізод
- В'ячеслав Вдовін — епізод
- В. Обухов — епізод
- Микола Юшкевич — співробітник міліції
- Сергій Неробєєв — епізод
- Володимир Дьячков — епізод
- Олександр Бєлов — епізод
- Олексій Дайнеко — опер
- Борис Шитіков — сусід Воробйова
- Артем Карапетян — диктор закадрового перекладу

## Знімальна група
- Режисер — Едгар Ходжикян
- Сценарист — Борис Шустров
- Оператор — Леонід Калашников
- Композитор — Володимир Комаров
- Художник — Олег Смаровський